# Reprezentacja Mjanmy w piłce nożnej mężczyzn
Reprezentacja Mjanmy w piłce nożnej powstała w 1947. Birmański Związek Piłkarski w 1954 został członkiem AFC, a w 1957 FIFA. W 1968 zajęła drugie miejsce w Pucharze Azji. W 2007 grała w eliminacjach Mistrzostw Świata, przegrywając 0:7 i 0:4 z Chinami. Obecnie w rankingu FIFA zajmuje 172 miejsce.
Obecnie selekcjonerem kadry Mjanmy jest Gerd Zeise.

## Udział wMistrzostwach Świata
- 1930 – 1938 – Nie brała udziału (była częścią Indii Brytyjskich)
- 1950 – Wycofała się z kwalifikacji (jako Birma)
- 1954 – 1990 – Nie brała udziału (jako Birma)
- 1994 – Wycofała się z kwalifikacji (jako Birma)
- 1998 – Nie brała udziału (jako Birma)
- 2002 – Wycofała się z kwalifikacji (jako Birma)
- 2006 – Dyskwalifikacja (jako Birma)[2]
- 2010 – Nie zakwalifikowała się (jako Birma)
- 2014 – Dyskwalifikacja[3]
- 2018 – Nie zakwalifikowała się
- 2022 – Dyskwalifikacja[3]

## Udział wPucharze Azji
- 1956 – 1964 – Nie brała udziału (jako Birma)
- 1968 – II miejsce (jako Birma)
- 1972 – 1992 – Nie brała udziału (jako Birma)
- 1969 – 2007 – Nie zakwalifikowała się (jako Birma)
- 2011 – Nie brała udziału (jako Birma)
- 2015 – 2023 - Nie zakwalifikowała się

## Trenerzy
| Imię i nazwisko   | Narodowość       | Okres prowadzenia reprezentacji | Osiągnięcia |
| ----------------- | ---------------- | ------------------------------- | --- |
| Sein Hlaing       |                  | 1964 – 1971                     | Zwycięstwo w Igrzyskach azjatyckich w roku 1966 Zwycięstwo w Igrzyskach azjatyckich w roku 1970 Mistrz Południowo-wschodnich igrzysk azjatyckich w latach 1965, 1967, 1969, 1971 Zwycięstwo w Merdaka Cup w latach 1964, 1967, 1971 |
| Bert Trautmann    | Niemcy           | 1972-1974                       | Zwycięstwo w Korea Cup w roku 1972 Mistrz Południowo-wschodnich igrzysk azjatyckich w roku 1973 |
| Sein Hlaing       |                  | 1975 – 1979                     | |
| David Booth       | Anglia           | 2000 – 2003                     | |
| Ivan Venkov Kolev | Bułgaria         | Listopad 2004 – 2005            | |
| U Sann Win        |                  | 2006 – 2007                     | Zwycięstwo w Merdeka Cup w roku 2006 Udział w Merdeka Cup w roku 2007 |
| Marcos Falopa     | Brazylia         | Kwiecień 2008 – Marzec 2009     | 4. miejsce AFC Challenge Cup 2008 |
| Tin Myint Aung    |                  | Kwiecień 2009 – Wrzesień 2009   | |
| Drago Mamic       | Chorwacja        | Wrzesień 2009– Luty 2010        | |
| Tin Myint Aung    | Mjanma           | Luty 2010 – Grudzień 2010       | 4. miejsce AFC Challenge Cup 2010 |
| Milan Živadinović | Serbia           | Styczeń 2011 – Czerwiec 2011    | |
| U Sann Win        | Mjanma           | Lipiec 2011                     | |
| Tin Myint Aung    | Mjanma           | Sierpień 2011                   | |
| Park Sung-Hwa     | Korea Południowa | Wrzesień 2011 – Grudzień 2013   | |
| Radojko Avramovic | Serbia           | Luty 2014                       | |